# Pätow-Steegen
Pätow-Steegen ist eine Gemeinde im Landkreis Ludwigslust-Parchim in Mecklenburg-Vorpommern (Deutschland). Sie wird vom Amt Hagenow-Land mit Sitz in der Stadt Hagenow verwaltet.
Die Gemeinde besteht aus den Teilorten Pätow, Steegen und Blumenberg.

## Geografie
Pätow-Steegen schließt sich direkt südwestlich an das Stadtgebiet von Hagenow an. Durch das Gemeindegebiet bzw. an dessen Grenzen fließen die Kleine Sude sowie weitere kleine Fließgewässer. Die Bundesstraße 321 verläuft etwa 1,5 Kilometer nordwestlich von Pätow.
Umgeben wird Pätow-Steegen von den Nachbargemeinden Hagenow im Norden und Osten, Warlitz im Süden sowie Toddin im Nordwesten.

## Geschichte
Die erste urkundliche Erwähnung von Pätow erfolgte 1194 im Isfriedschen Teilungsvertrag als Putechowe. Das Dorf ist auch im Ratzeburger Zehntregister von 1230 aufgeführt, einem nach Kirchspielen geordneten Verzeichnis der vom Bischof des Bistums Ratzeburg in den dazugehörigen Dörfern verlehnten Zehnten und seiner Lehnsmänner. Danach bestand das Dorf aus 24 Hufen. Die verstärkte landwirtschaftliche Nutzung des Gebietes führte 1764 zu ersten Ansiedlungen in Steegen, wohin bis 1867 drei Bauern von Pätow umsiedeln. Die Gemeinde war von je her landwirtschaftlich geprägt.
Am 13. Mai 1993 wurde der Gemeindename geändert: aus Pätow wurde Pätow-Steegen.

## Politik

### Gemeindevertretung und Bürgermeister
Der Gemeinderat besteht (inkl. Bürgermeister) aus 5 Mitgliedern. Die Wahl zum Gemeinderat am 26. Mai 2019 hatte folgende Ergebnisse:
| Partei/Bewerber         | Prozent | Sitze |
| ----------------------- | ------- | ----- |
| Einzelbewerber Maty     | 29,14   | 1     |
| Einzelbewerber Tietz    | 16,71   | 1     |
| Einzelbewerber Scholl   | 15,11   | 1     |
| Einzelbewerber Warnecke | 13,90   | 1     |
| Einzelbewerber Prahl    | 11,76   | 1     |

Bürgermeister der Gemeinde ist Holger Maty, er wurde mit 84,65 % der Stimmen gewählt.

### Wappen
| Wappen von Pätow-Steegen | Blasonierung: „In Gold zwischen zwei ausgebogenen grünen Schrägunterecken eine blaue Schildfußstelle; auf den Schrägunterecken ein verbindender blauer Stabbalken, darüber ein linksgewendeter schwarzer Pflug.“ |
| Wappen von Pätow-Steegen | Wappenbegründung: Das Wappen vereint ein redendes Zeichen und ein Symbol mit Bezug auf den Erwerb. So spiegelt der Stabbalken bildlich einen Teil des Ortsnamens wider. Zugleich symbolisiert er die durch einen Steg verbundenen beiden Ortsteile. Der Pflug verweist auf die Bedeutung der Landwirtschaft in Geschichte und Gegenwart der Gemeinde. Das Wappen und die Flagge wurde von dem Schweriner Heraldiker Karl-Heinz Steinbruch gestaltet. Es wurde am 23. Januar 1996 durch das Ministerium des Innern genehmigt und unter der Nr. 97 der Wappenrolle des Landes Mecklenburg-Vorpommern registriert. |

### Flagge
Die Flagge wurde am 13. Januar 2005 durch das Ministerium des Innern genehmigt.
Die Flagge ist gleichmäßig längs gestreift von Grün und Gelb. In der Mitte des Flaggentuchs liegt, auf jeweils zwei Drittel der Höhe des grünen und des gelben Streifens übergreifend, das Gemeindewappen. Die Länge des Flaggentuchs verhält sich zur Höhe wie 5:3.

### Dienstsiegel
Das Dienstsiegel zeigt das Gemeindewappen mit der Umschrift „GEMEINDE PÄTOW-STEEGEN • LANDKREIS LUDWIGSLUST-PARCHIM“.

## Sehenswürdigkeiten
Die Baudenkmale der Gemeinde sind in der Liste der Baudenkmale in Pätow-Steegen aufgeführt.